# Université des Sciences et de la Culture
 (juillet 2023).
La mise en forme du texte ne suit pas les recommandations de Wikipédia : il faut le « wikifier ».
Les points d'amélioration suivants sont les cas les plus fréquents. Le détail des points à revoir est peut-être précisé sur la page de discussion.
- Les titres sont pré-formatés par le logiciel. Ils ne sont ni en capitales, ni en gras.
- Le texte ne doit pas être écrit en capitales (les noms de famille non plus), ni en gras, ni en italique, ni en « petit »…
- Le gras n'est utilisé que pour surligner le titre de l'article dans l'introduction, une seule fois.
- L'italique est rarement utilisé : mots en langue étrangère, titres d'œuvres, noms de bateaux, etc.
- Les citations ne sont pas en italique mais en corps de texte normal. Elles sont entourées par des guillemets français : « et ».
- Les listes à puces sont à éviter, des paragraphes rédigés étant largement préférés. Les tableaux sont à réserver à la présentation de données structurées (résultats, etc.).
- Les appels de note de bas de page (petits chiffres en exposant, introduits par l'outil «  Source ») sont à placer entre la fin de phrase et le point final[comme ça].
- Les liens internes (vers d'autres articles de Wikipédia) sont à choisir avec parcimonie. Créez des liens vers des articles approfondissant le sujet. Les termes génériques sans rapport avec le sujet sont à éviter, ainsi que les répétitions de liens vers un même terme.
- Les liens externes sont à placer uniquement dans une section « Liens externes », à la fin de l'article. Ces liens sont à choisir avec parcimonie suivant les règles définies. Si un lien sert de source à l'article, son insertion dans le texte est à faire par les notes de bas de page.
- La présentation des références doit suivre les conventions bibliographiques. Il est recommandé d'utiliser les modèles {{Ouvrage}}, {{Chapitre}}, {{Article}}, {{Lien web}} et/ou {{Bibliographie}}. Le mode d'édition visuel peut mettre en forme automatiquement les références.
- Insérer une infobox (cadre d'informations à droite) n'est pas obligatoire pour parachever la mise en page.

Pour une aide détaillée, merci de consulter Aide:Wikification.
Si vous pensez que ces points ont été résolus, vous pouvez retirer ce bandeau et améliorer la mise en forme d'un autre article.
L'Université des sciences et de la culture (en anglais : University of Science and Culture) est l'une des universités de Téhéran. Cette université a été créée en 1994 sous le titre d'Institut d'enseignement supérieur du Jihad de l'Université de Téhéran, avec l'autorisation officielle du ministère des Sciences, de la Recherche et de la Technologie d'Iran, par l'Université du Jihad .L'USC est l'une des plus grandes et des plus prestigieuses universités non gouvernementales d'Iran. L'USC compte 240 professeurs à temps plein, environ 700 professeurs à temps partiel et un corps étudiant d'environ 10 000 étudiants.

## Emplacement
Le bâtiment central de cette université est situé dans le quartier de Punak à Téhéran et dispose d'un espace couvert d'environ 20 000 mètres carrés, qui comprend un espace éducatif, un soutien éducatif et administratif, y compris le siège, le centre, la faculté d'art et d'architecture, l'enseignement supérieur. les unités numéro 1 et numéro 2, l'Institut de Recherche en Développement Technologique et l'Institut de Recherche de Royan sont à leur disposition et envisagent de revaloriser l'espace à 3 hectares conformément au plan d'ensemble de l'université.
En outre, cette université a deux branches dans les villes de Hamadan et Rasht.

## Facultés universitaires
L'Université des sciences et de la culture compte cinq facultés,.
- Faculté de technologie et d'ingénierie
- Faculté d'art et d'architecture
- Faculté des sciences humaines
- Faculté des sciences fondamentales et du tourisme
- Département du pétrole et du gaz

## Instituts de recherche collaborateurs
- Institut de recherche de Royan
- Institut de recherche Ibn Sina
- Institut de recherche en sciences humaines et sociales
- Institut de recherche sur la protection des sols et la gestion des bassins versants
- Institut de recherche électrique
- Institut de recherche sur les plantes médicinales
- Institut de recherche des sciences et des arts
- Institut de recherche pour le développement des industries chimiques
- Organisation du Jihad académique et industriel Sharif

## Universités partenaires internationales
- Université de Warwick, Angleterre
- Université de Sheffield, Angleterre[réf. nécessaire]
- Université de Putra, Malaisie [4]
- Université des sciences de Malaisie[réf. nécessaire]